# Vente pa'ca
«Vente pa’ca» es una canción del cantante de pop puertorriqueño Ricky Martin junto con el cantante colombiano Maluma. La canción fue estrenada en diversas radios latinoamericanas el jueves 22 de septiembre de 2016.
"Vente pa'cá" se convirtió en uno de los mayores éxitos en español de 2016. Encabezó las listas en Argentina, Chile, Colombia, República Dominicana, Ecuador, Guatemala, México, Panamá, Venezuela y España. 
Se dice que Vente pa’ca fue un plagio de la canción I'm coming home del artista estadounidense Elvis Presley.

## Video musical
El 22 de septiembre de 2016, Martin subió el video musical de "Vente pa'cá" en sus cuentas de YouTube y Vevo. Fue dirigido por Jessy Terrero. El video ha sido visto más de 1800 millones de veces.

## Rendimiento comercial
"Vente pa'cá" ingresó a Billboard Latin Digital Songs en el número uno, impulsado por la venta de descargas digitales de primera semana de 5.000 copias. La canción debutó en el número uno en el Latin Airplay, lo que le valió a Martin su 16.º éxito de coronación, y el tercero de Maluma. La canción llegó con 14 millones de impresiones de audiencia en la semana que finalizó el 2 de octubre, según Nielsen Music.

## Premios y nominaciones
Obtuvo 2 nominaciones a los Grammy Latinos 2017 como Canción del año y Grabación del año, en las cuales perdió contra el éxito de Luis Fonsi y Daddy Yankee, «Despacito».
| Año  | Premio                                | Categoría                            | Trabajo                    | Resultado |
| ---- | ------------------------------------- | ------------------------------------ | -------------------------- | --------- |
| 2016 | Premios Italianos de la Música Latina | Mejor video masculino latino del año | "Vente pa'cá" (con Maluma) | Nominada  |
| 2016 | Premios Italianos de la Música Latina | Mejor canción latina del año         | "Vente pa'cá" (con Maluma) | Nominada  |
| 2016 | Premios Italianos de la Música Latina | Mejor colaboración latina del año    | "Vente pa'cá" (con Maluma) | Nominada  |
| 2017 | ASCAP Latin Awards                    | Mejor canción pop                    | "Vente pa'cá" (con Maluma) | Ganadora  |
| 2017 | Millenial MTV Awards                  | Mejor himno de fiesta                | "Vente pa'cá" (con Maluma) | Nominado  |
| 2017 | Premios Juventud                      | Combinación perfecta                 | "Vente pa'cá" (con Maluma) | Nominada  |
| 2017 | Premios Juventud                      | Mejor canción para cantar            | "Vente pa'cá" (con Maluma) | Nominada  |
| 2017 | Latin American Music Awards           | Canción favorita de Pop/Rock         | "Vente pa'cá" (con Maluma) | Nominada  |
| 2017 | Grammy Latinos                        | Grabación del año                    | "Vente pa'cá" (con Maluma) | Nominada  |
| 2017 | Grammy Latinos                        | Canción del año                      | "Vente pa'cá" (con Maluma) | Nominada  |

## Certificaciones
| País   | Organismo certificador | Certificación      | Ventas certificadas | Ref.  |
| ------ | ---------------------- | ------------------ | ------------------- | ----- |
| México | AMPROFON               | Diamante + Platino | 360 000             | [ 1 ] |